# Bad Astronaut
Bad Astronaut was een Amerikaanse indierock/alternatieve rockband opgericht in 2000 door Joey Cape, de zanger van de punkband Lagwagon. Bad Astronaut was een project van Cape, waar hij experimenteler speelde en vaak over serieuzere onderwerpen zong.

## Geschiedenis
De eerste uitgave van de band, de ep Acrophobe, werd uitgegeven in 2001 door Honest Don's Records, een sublabel van Fat Wreck Chords. Dit album werd gevolgd door het debuutalbum Houston: We Have a Drinking Problem in 2002, dat werd uitgegeven door hetzelfde label als voorgaand album. Het derde en tevens laatste album van de band, getiteld Twelve Small Steps, One Giant Disappointment, werd uitgegeven op 14 november 2006 door Fat Wreck Chords. 
De band werd hierna opgeheven, naar aanleiding van het overlijden van de drummer, Derrick Plourde, die op 30 maart 2005 zelfmoord had gepleegd. Bad Astronaut speelde in 2010 enkele liveshows, waaronder vier in Californië.
Op 23 april 2021 werd door Fat Wreck Chords de boxset Universe uitgegeven, waar de exclusieve single "Inner-Space" bij inbegrepen is. Dit was het eerste niet eerder uitgegeven materiaal van de band in vijftien jaar tijd, en bevat bovendien een nieuw nummer. Op 29 juli 2022 werd War of the Worlds door Fat Wreck Chords heruitgegeven, ditmaal op vinyl.

## Discografie
| Jaar | Titel                                        | Label                       | Soort       |
| ---- | -------------------------------------------- | --------------------------- | ----------- |
| 2001 | War of the Worlds                            | Owned & Operated Recordings | splitalbum  |
| 2001 | Acrophobe                                    | Honest Don's Records        | ep          |
| 2002 | Houston: We Have a Drinking Problem          | Honest Don's Records        | studioalbum |
| 2006 | Twelve Small Steps, One Giant Disappointment | Fat Wreck Chords            | studioalbum |

## Leden
- Joey Cape - zang, gitaar
- Marko DeSantis - basgitaar
- Thom Flowers - gitaar, zang
- Derrick Plourde (overleden) - drums
- Jonathan Cox - keyboard
- Todd Capps - keyboard, zang